# Josip Butić
Josip Butić (Zara, 12 dicembre 1974) è un allenatore di calcio ed ex calciatore croato, di ruolo centrocampista.

## Carriera

### Allenatore
Il 3 gennaio 2022 prende le redini del Dugopolje per poi, allo scadere del contratto nel giugno seguente, venir sostituito da Ivica Žuljević.

## Palmarès

### Giocatore
- Coppa di Croazia: 1

Rijeka: 2004-2005